# Theater an der Marschnerstraße

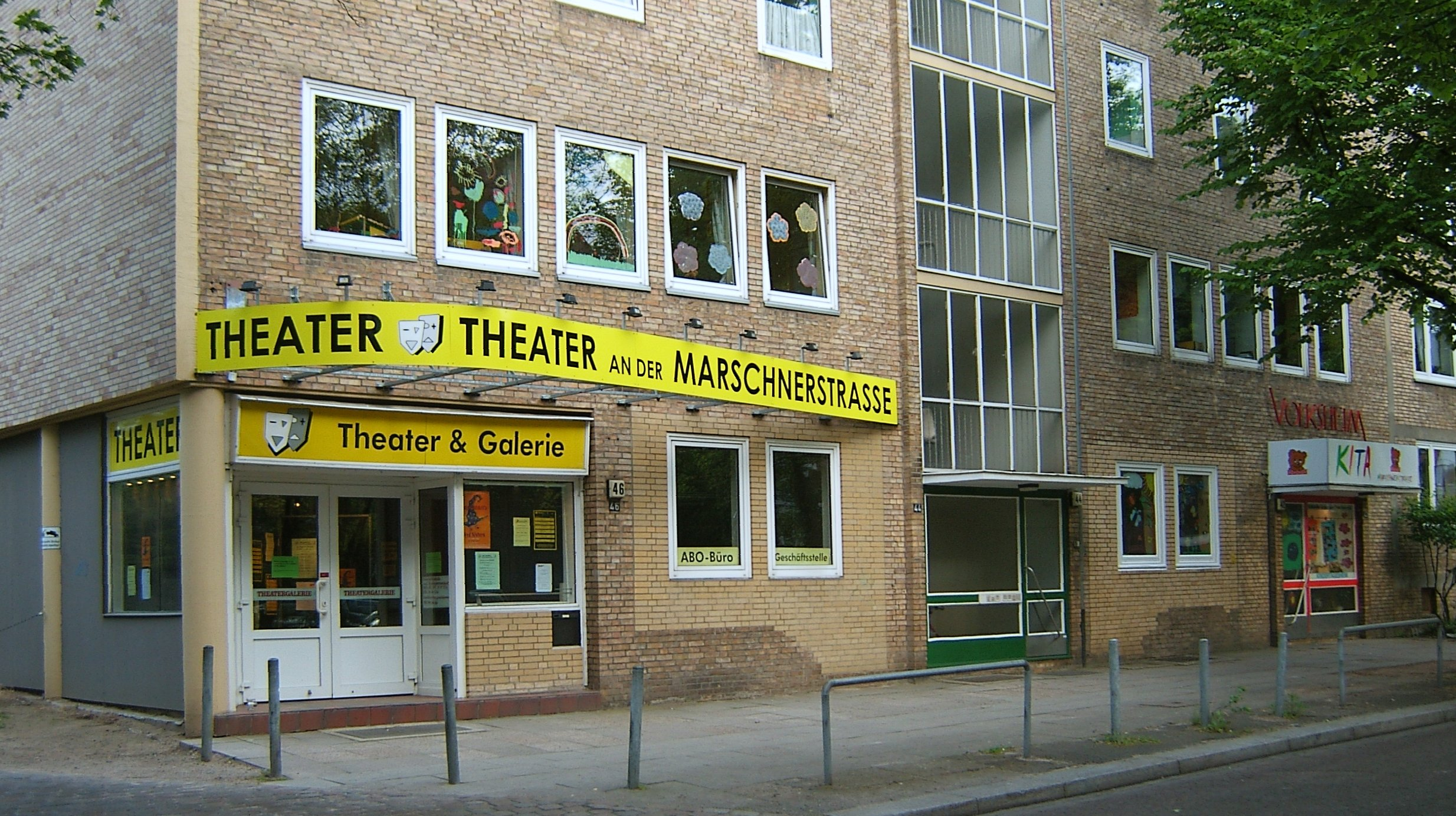
Theater an der Marschnerstraße

Das Theater an der Marschnerstraße ist mit knapp 300 Sitzen Hamburgs größtes Amateurtheater. Es befindet sich im Stadtteil Barmbek-Süd, Bezirk Hamburg-Nord.

## Geschichte
Die Geschichte des Theater an der Marschnerstraße beginnt im Jahr 1956. Am 13. Juni präsentierten Hanns Gröninger, Bühnenbildner des JUNGEN THEATERS, und der Architekt Otto Gühlk einen Entwurf und Baupläne. Ein Antrag zum Bau eines Theatersaals war bereits zwei Jahre vorher durch die Kulturelle Vereinigung Volksheim e. V. eingebracht worden.
Bereits am 21. September 1956 wurde Richtfest gefeiert, am 13. Dezember 1956, nach nur sechsmonatiger Bauzeit, wurde der Theatersaal, damals „Großer Saal“ genannt, mit einer Revue feierlich eröffnet. Zwei Tage später, am 15. Dezember 1956, folgte die Schauspielpremiere im neuen Haus: das Stück Das Freudenfeuer für den Bischof von Sean O’Casey. Das JUNGE THEATER, bereits 1951 von Friedrich Schütter und Wolfgang Borchert gegründet, hatte eine neue Spielstätte.
Im Jahr 1964 zog das JUNGE THEATER an seinen heutigen Standort an der Mundsburg um, wo es 1973 in Ernst-Deutsch-Theater umbenannt wurde. Das Theater an der Marschnerstraße entwickelte sich in der Folge laut NDR zum „Mekka des Amateurtheaters“.

## Veranstalter
Hauptnutzer des Theaters an der Marschnerstraße ist das Ensemble-Theater an der Marschnerstraße, die Theatergruppe des Theater-Trägervereins Kulturelle Vereinigung Volksheim e. V.
Als feste Spielstätte wird das Haus außerdem von den Amateurtheatern Deutsche Schauspiel-Vereinigung (DSV), Hamburg Players und Volksspielbühne Thalia von 1879 e. V. genutzt. Darüber hinaus finden im Theater an der Marschnerstraße regelmäßig Konzerte von Seemanns- und Shantychören statt. 
Zahlreiche weitere Theater-Vereine und Gruppen, Tanz-, Ballett- und Musikschulen nutzen die Möglichkeit, das Theater an der Marschnerstraße zu mieten und dort eigene Veranstaltungen durchzuführen. So spielten in der Marschnerstraße unter anderem Die Volksspielbühne, das Theatermobil Hamburg, das STUDIO NEUEKUNST, der Verband der Volksbühnenkunst Hamburg, die English Seminar Drama Society, die Theatergruppe Arlecchino aus Belgien oder die Trent Players aus London. 
Aufgeführt wurde und wird von der Komödie bis zur Tragödie alles, was die dramatische Literatur zu bieten hat: Volksstücke, Krimis, Lustspiele, lyrische Dramen oder Märchen wurden an der Marschnerstraße bereits gezeigt. Sogar eine Operette stand schon einmal auf dem Programm. Gespielt wird in Hochdeutsch, Niederdeutsch und Englisch.
Neben dem Theatersaal wurden in der Anfangszeit verstärkt auch der benachbarte „Kleine Saal“ und das Foyer für Veranstaltungen verschiedener Art genutzt. Neben Theateraufführungen gehörten Dia-Abende, Aufführungen von Puppentheatern, Filmvorführungen für Kinder und Jugendliche, Vorträge und Lesungen zum Programmangebot des Theaters.

## Kunst im Foyer/Theatergalerie
Das Foyer des Theaters wird seit der Eröffnung des Hauses im Jahr 1956 auch als Galerie genutzt. Gezeigt werden Aquarelle, Ölgemälde oder Fotografien. Neben Ausstellungen von jungen und häufig noch unbekannten Künstlern wurden und werden in der Theatergalerie auch immer wieder die Werke professioneller Künstler vorgestellt. Julia Küchmeister, Peter Lübbers, Ursula Corinth oder Gerda Altschwager wurden nach ihren Präsentation in der Marschnerstraße zu einem Begriff in den Hamburger Galerien. 
Auch Mick Renaud aus Frankreich konnte mit seiner Erstausstellung in der Theatergalerie an der Marschnerstraße einen großen Erfolg feiern. Die größte Attraktion bisher war jedoch im Jahr 1975 die Ausstellung der mund- und fußmalenden Künstler aus aller Welt, die in nur fünf Wochen von fast 12.000 Besuchern gesehen wurde.